# Історія Сінгапуру
Історію Сінгапуру можна прослідкувати з 11 сторіччя. Важливість острова зросла протягом 14 століття. У часи правління Парамесвара принца Шривіджаяну, тут був важливий порт.

## Стародавні часи

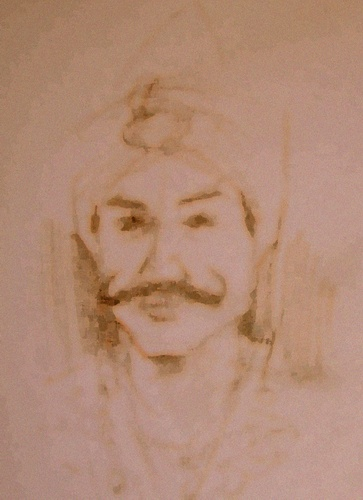
Припущення художника щодо вигляду Парамесвари, який правив Сінгапуром в 1390-х роках.

Найперша письмова згадка про Сінгапур з’явилась у китайському звіті III століття, що описував острів Пу Луо Чунг (蒲罗中). Це була транслітерація малайської назви «Пулау Уджонґ», або «острів на краю» (півострова Малакка). Напіфміфологічні Малайські аннали містять розповідь про принца Шриваджаяну Шрі Трі Буана (також відомого як Санґ Ніла Утама), який приплив на острів у середині 13-го століття. Коли він побачив лева, принц прийняв це як сприятливий знак і заснував поселення Сінгапур, що в перекладі з малайської значить «Місто лева». З іншого боку, малоймовірно що леви жили на острові, хоча тигри продовжували траплятися аж до початку 20-го століття.
1320 року Монгольська імперія послала торговельну місію до місця, яке називалось Лонг Йя Мен (або протока Драконового Зуба). Вважається, що це була гавань Кеппел у південній частині острова .
Китайський мандрівник Ван Дайян відвідав острів близько 1330 року і описав маленьке поселення Дан Ма Сі (淡马锡, з малайського Тамасік) з малайським і китайським населенням.
Нагаракретагама, японська епічна поема, написана 1365 року, також згадує поселення Темасек (морське місто) на острові. Нещодавні розкопки у Форті Канінг знайшли свідчення, що підтверджують роль Темасеку як важливого порту в 14 столітті .
У 1390-х роках принц Палембангу, Парамесвара, утік до Темасеку після того, як його скинуло з трону Королівство Меджепегіт. Протягом XIV століття Темасек опинився в центрі боротьби між Сіамом (зараз Таїланд) і Імперією Меджепегіт (Ява) за контроль над Малайським півостровом. Згідно з Седжара Мелайю, Темасек було переможено під час однієї з атак Меджепегіту. Парамесвара правив островом кілька років, поки не був змушений відступити до Мелаки, де він заснував Малакський султанат .
Сінгапур став важливим торговельним портом Малаккського cултанату, а пізніше - Джохорського султаната. На початку XV століття Сінгапур був васалом Сіаму, але заснований Іскандаром Малаккський султанат швидко поширив свою владу на острів. Після захоплення Малакки португальцями в 1511 році, малайський адмірал втік на Сінгапур та заснував нову столицю на Джохорі – Ламу, а в Сінгапурі залишив портового офіцера. Португальці знищили поселення на Сінгапурі в 1587 році, і острів зник в невідомості на наступні два століття .
За іншою версією, порт на острові Сінгапур знищили ачеські пірати в 1613 році.

## Від заснування британського порту до незалежності
Сучасна історія Сінгапуру починається 1819 року коли англійський державний діяч Стемфорд Рафлз заснував британський порт на острові. За британського колоніального правління зросла його важливість як центру китайсько-індійської торгівлі та вільного порту в Південно-Східній Азії і поселення швидко перетворилось у велике портове місто.
Під час Другої світової війни Сінгапур захопила Японська імперія, окупація тривала з 1942 року по 1945. Після закінчення війни Сінгапур повернувся під британський контроль, але з більшим рівнем самоуправління, що зрештою закінчилось злиттям Сінгапуру із Малайською Федерацією і утворенням Малайзії (1963). Проте громадянські заворушення та конфлікт між Партією народної дії та Національним фронтом Малайзії призвели до відокремлення Сінгапуру. 9 серпня 1965 року Сінгапур стає незалежною державою .
Поставши перед житловою кризою та високим рівнем безробіття, Сінгапур розпочав програму модернізації, яка була націлена на розбудову промислової галузі, будувались великі масиви соціального житла, вкладались значні кошти в освіту. З часів незалежності економіка Сінгапуру зростала в середньому на дев’ять процентів в рік. На кінець 1990-х це була одна з найбагатших країн світу, з розвинутою ринковою економікою, міцними міжнародними торговельними зв’язками, та найвищим показником ВВП на душу населення в Азії за винятком Японії .

## 1965-1979

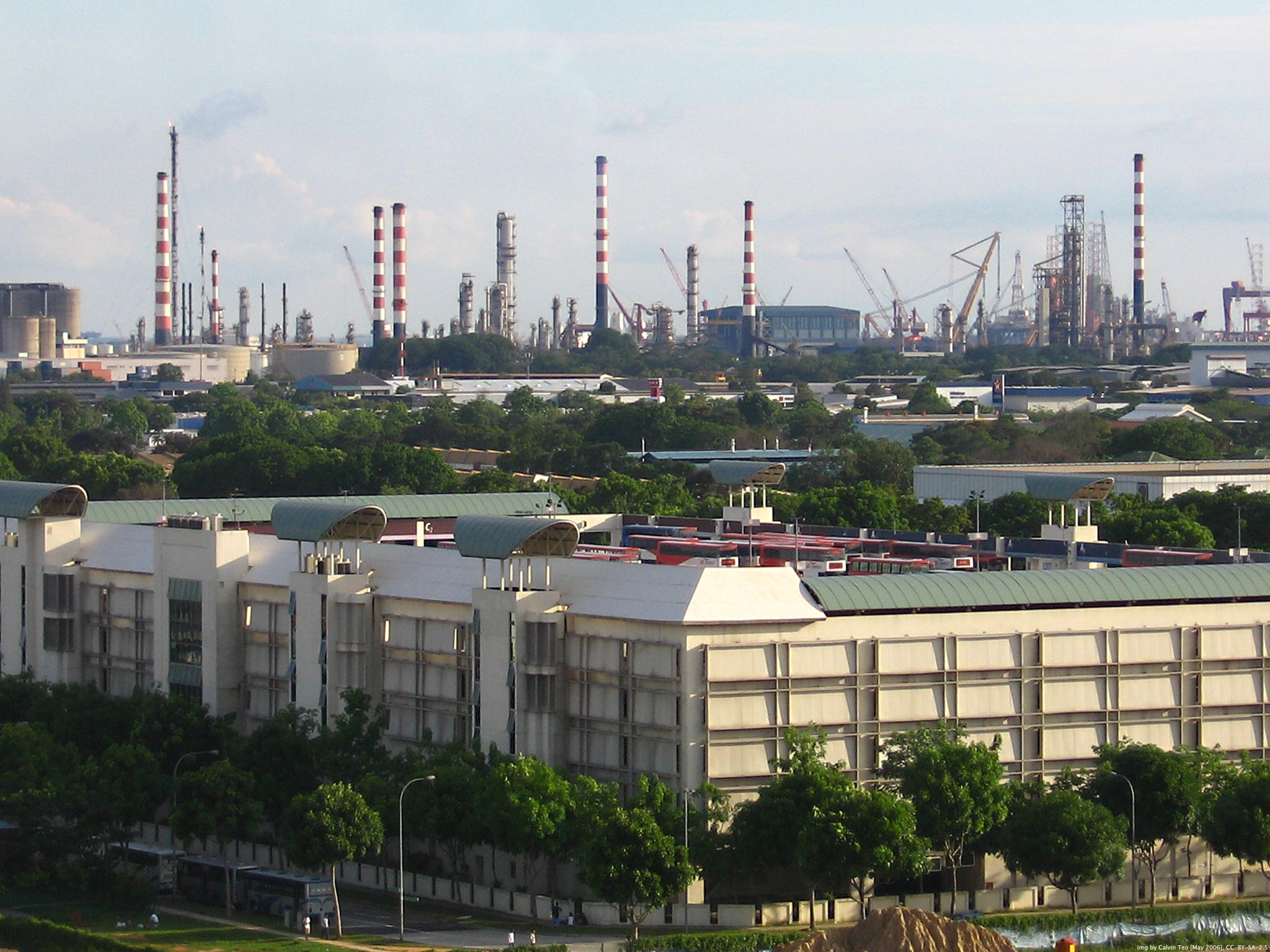
Промисловий район Джуронгу був побудований в 1960-ті роки щоб індустріалізувати економіку.

Після несподіваного здобуття незалежності, перед Сінгапуром лежало майбутнє повне невизначеності. В цей час саме йшла Малайзійсько-Індонезійська конфронтація і крім того консервативна фракція UMNO виступала рішучо проти відділення. Перед Сінгапуром постала небезпека атаки з боку Індонезії або насильницька реінтеграція в Малайзійську федерацію на невигідних умовах. Велика частина міжнародних ЗМІ скептично поставились до перспектив виживання Сінгапуру. Крім питання суверенітету, гостро стояли проблеми із безробіттям, житлом, освітою, нестачею природних ресурсів та землі. Безробіття було в межах 10-12%, що в будь-який момент могло спровокувати громадські заворушення.
Сінгапур відразу почав шукати міжнародного визнання свого суверенітету. Нова держава приєдналась до ООН 21 вересня 1965 року, й таким чином стала 117-им членом цієї організації, а в жовтні цього ж року приєдналась до Співдружності націй. Міністр закордонних справ Сінатамби Раджаратнам очолив нове міністерство, яке допомогло встановити незалежність Сінгапуру та встановити дипломатичні стосунки з іншими країнами. 22 грудня 1965 року, були внесені зміни до конституції згідно з якими голова штату став президентом республіки Сінгапур, а штат Сінгапур перетворився на Республіку Сінгапур. Пізніше Сінгапур став одним із співзасновників Асоціації держав Південно-Східної Азії 8 серпня 1967 року та був прийнятий до Руху неприєднання в 1970 році.
1961 року був заснований Комітет економічного розвитку щоб формувати та втілювати національні економічні стратегії, зосереджуючись на стимулюванні виробничої галузі Сінгапуру. Були засновані промислові парки, особливо в Джуронгу, за допомогою податкових пільг приваблювались іноземні інвестиції. Індустріалізація перетворила виробничу галузь, таким чином тут стали виробляти товари із високою доданою вартістю та отримувати значні прибутки. В цей час значно виросла галузь послуг, яку стимулювало велика кількість кораблів, що прибували в порт та зростаюча торгівля. Ці досягнення допомогли зменшити безробіття. Сінгапуру також вдалось переконати завдяки привабливим умовам великі нафтові компанії як Shell та Esso відкрити нафтопереробні заводи в Сінгапурі, завдяки яким Сінгапур став третім найбільшим центром нафтопереробки у світі. Уряд щедро фінансував систему освіти, що прийняла головною мовою навчання англійською мовою та наголошував на важливості практичних навичок для кваліфікованої робочої сили, розрахованих на потреби промисловості.
Нестача соціального житла хорошої якості, погані санітарні умови, високий рівень безробіття призводили до соціальних проблем: від злочинів до поганого здоров’я. Поширення одноповерхових поселень призводило до проблем з безпекою і врешті стало причиною пожежі в районі Букіт Хо Сві в 1961 році, коли загинуло 4 людини, а 16 000 тисяч залишилось бездомними. Заснований ще до незалежності Комітет розвитку житлового будівництва продовжував  загалом успішну роботу, споруджувались величезні житлові проекти, щоб забезпечити доступним житлом та розселити нетрі. Протягом десяти років більшість населення було поселено в цих будинках. У 1968 році була запропонована програма Центрального страхового фонду, що дозволяла громадянам використовувати гроші з пенсійних рахунків для купівлі соціального житла, це допомогло поступово підвищити процент власників житла в Сінгапурі.
Британські війська залишились в Сінгапурі після здобуття незалежності, але 1968 року Лондон оголосив про рішення вивести війська після 1971 року. Завдяки таємній допомозі радників з Ізраїлю Сінгапуру вдалось швидко створити збройні сили та завдяки національній програмі призову, яка була запропонована в 1976. З часів незалежності, на оборону Сінгапур витрачав приблизно 5 процентів ВВП в рік. На сьогоднішній день Збройні сили Сінгапуру є одні з найкраще озброєних в Азії.

## 1980-ті та 1990-ті

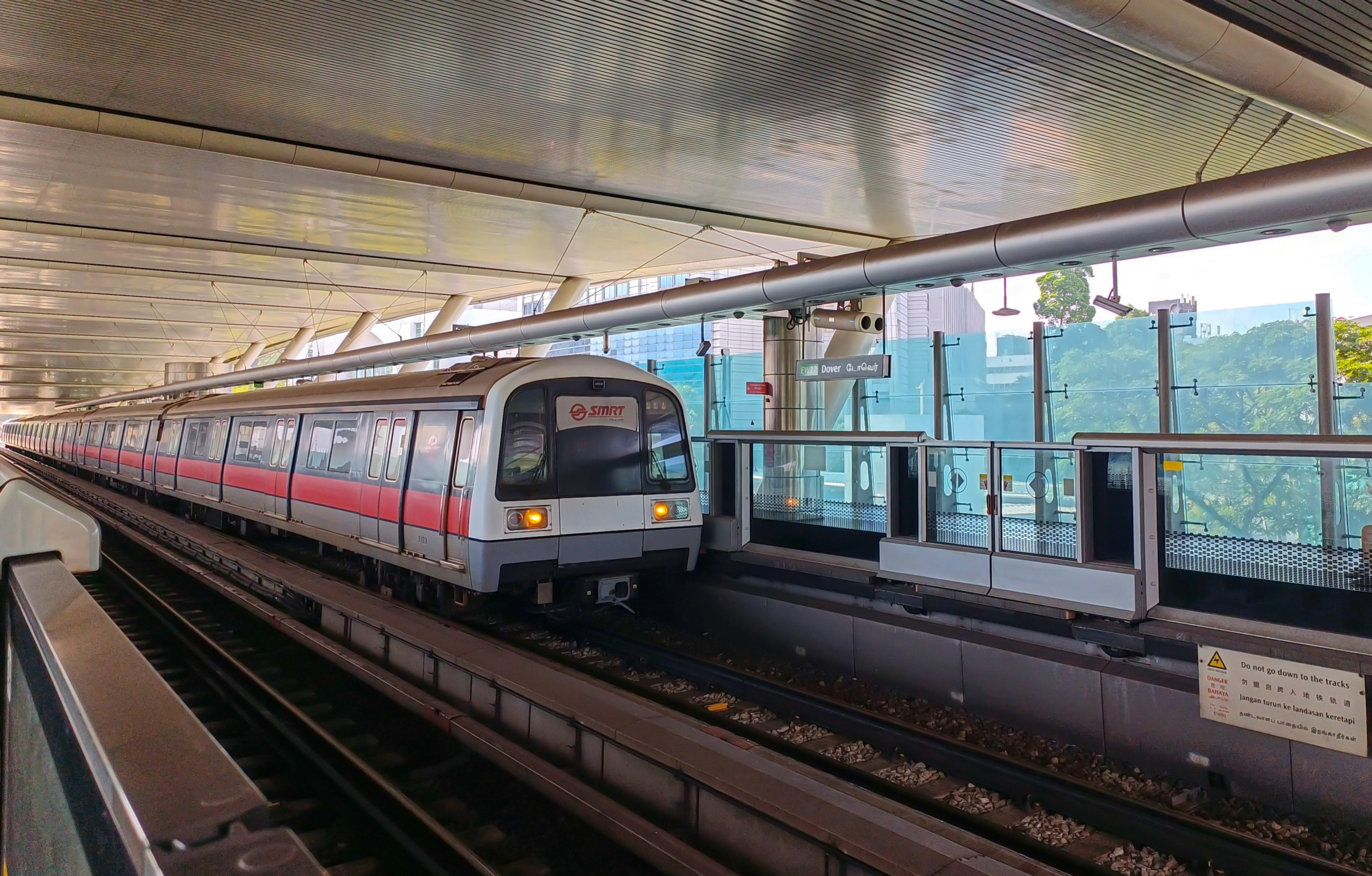
метро

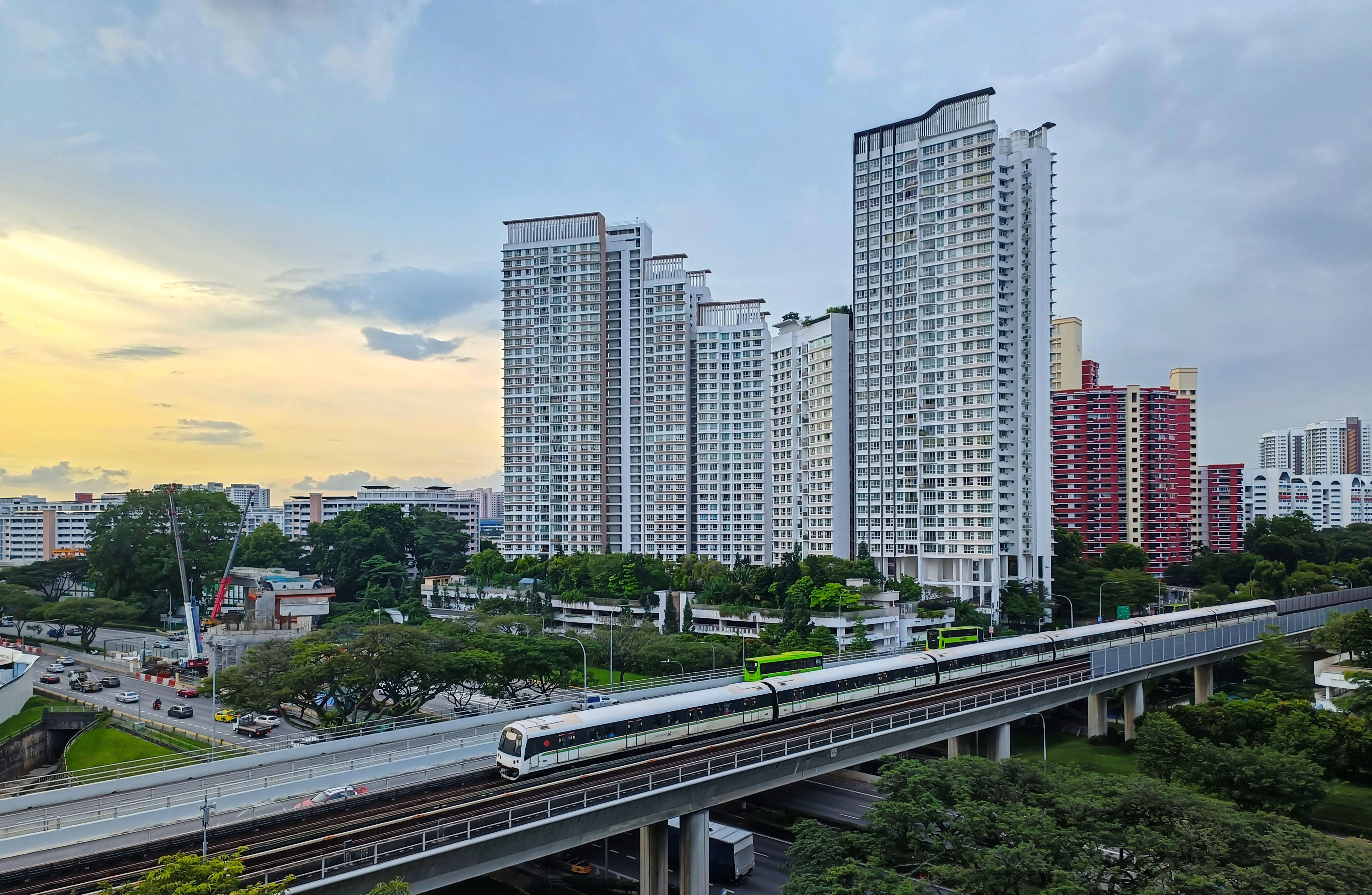
Вид на район Букіт Баток Захід. Завдяки широкомасштабному будівництву соціального житла більшість населення є власниками квартир.

Подальші економічні успіхи тривали протягом 1980-х, рівень безробіття впав до 3%, а реальний ріст ВВП в середньому на рік становив 8% аж до 1999 року. Протягом 1980-х Сінгапур починає вдосконалювати високотехнологічні галузі промисловості, такі як виробництво підкладок, щоб мати змогу конкурувати із сусідами з дешевшою робочою силою. 1981 року був відкритий аеропорт Чангі та були створені Сінгапурські авіалінії, що стали головним авіаперевізником країни. Порт Сінгапура став одним з найбільш завантажених портів світу. Сфера послуг та туризму також значно зросли протягом цього періоду.  Сінгапур постав як важливий транспортний вузол та важливий туристичний центр.
Комітет розвитку житлового будівництва продовжував проектувати та будувати нові житлові масиви, такі як Анг Мо Кіо. Забудови цього періоду мають більші та якісніші стандартні квартири і супроводжувались кращою інфраструктурою. На даний момент, 80-90% процентів населення живе в квартирах побудованих за програмами HDB. 1987 року була запущена перша гілка метро, яка поєднала багато з нових мікрорайонів з центром міста.
У політичному житті Сінгапуру продовжувала домінувати Партія Народної Дії. ПНД вигравала всі місця в парламенті у виборах з 1966 року по 1981 рік. Деякі активісти та політичні опозиціонери вважають керівництво ПНД авторитарним та вважають, що суворе регулювання політичної та медіа активності урядом порушує політичні права громадян. Як приклад авторитаризму опозиційні партії наводять засудження опозиційного політика Чі Сун Хуана за незаконні протести та позови зо образу гідності проти Дж. Б. Джейеретнама. Недостатнє розділення влади між судовою системою та урядом призводить до подальших звинувачень від опозиційних партій в судових помилках.

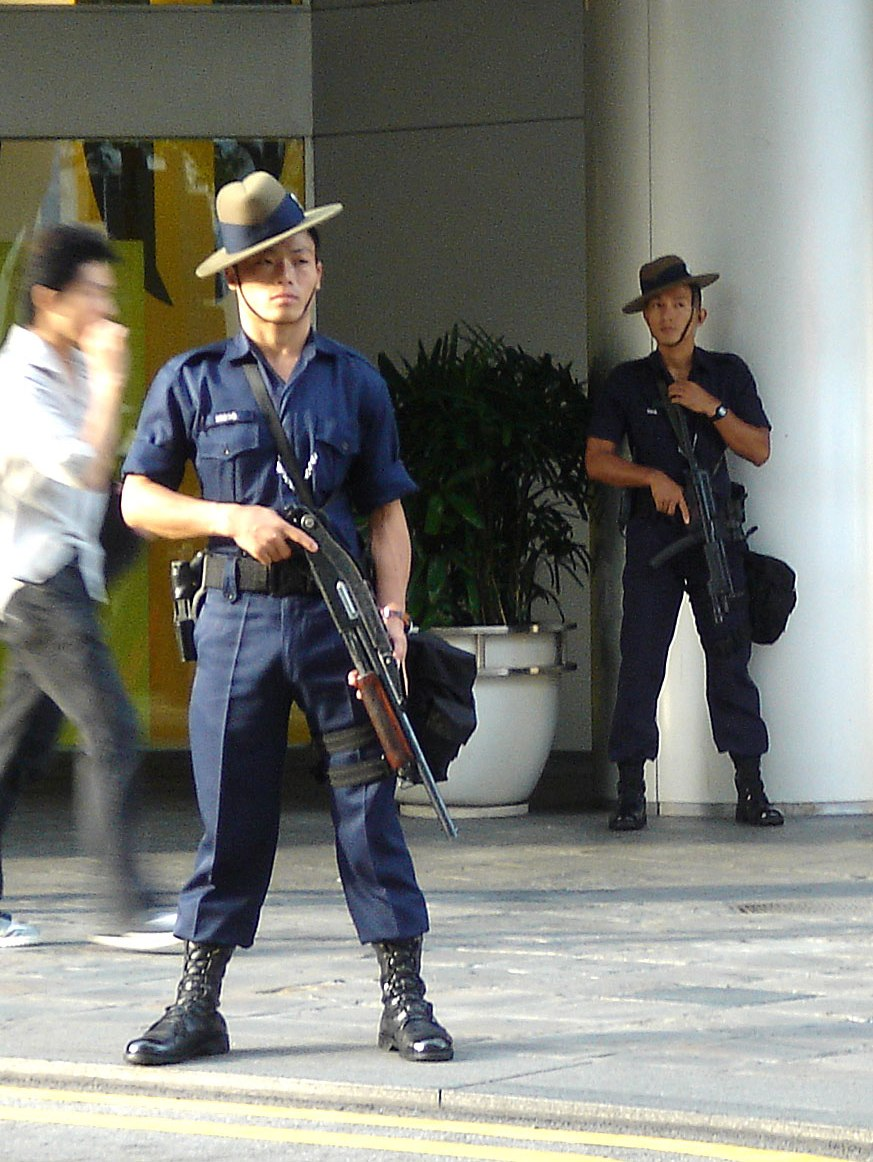
Загроза тероризму призвела до підвищення заходів безпеки та розгортання контингенту Гуркхів на особливих подіях.

Система влади Сінгапуру пройшла через кілька значних змін. 1984 року були впроваджена посада невиборних членів парламенту, щоб включити до парламенту трьох представників від опозиційних партій, що набрали найбільше голосів, але не увійшли до парламенту. 1988 року були створені Групові виборчі округи, що мали на меті забезпечити представників від національних меншин в парламенті. 1990 року була створена посада Призначених членів парламенту, щоб дало змогу безпартійним громадським діячам потрапити до парламенту без виборів. 1991 року були внесені зміни до Конституції, щоб зробити посаду президента виборною. Президент має право вето на використання національних резервів та може призначати на деякі державні посади. Партії від опозиції негативно оцінили створення Групових виборчих округів, оскільки нова система ускладнила для них можливість прорватися до парламенту, а мажоритарна виборча система схильна до виключення партій меншості.
У 1990 році Лі Куан Ю передав керівництво в руки Го Чок Тонгу, який став другим прем’єр-міністром Сінгапуру. Для Го був властивий більш відкритий та консультативний стиль керівництва. В той час країна продовжувала модернізуватись. 1997 року Сінгапур пережив Азійську фінансову кризу та жорсткі заходи на її подолання, такі як урізання витрат Центрального страхового фонду.

## 2000-ні
На початку 2000-х років Сінгапур пройшов через кілька криз, включно із спалахом атипової пневмонії в 2003 році та загрозою тероризму. У грудні 2001 року було викрито змовників, що збирались підкласти вибухові пристрої під посольства та об’єкти інфраструктури. Було арештовано 36 членів групи Джамаа Ісламія згідно із Законом про внутрішню безпеку. Були прийняті серйозні проти-терористичні заходи, щоб розпізнати та запобігти потенційним терористичним актам та мінімізувати шкоду від них, якщо вони все-таки трапляться. Більше уваги стали приділяти просуванню соціальної інтеграції та довіри між різними спільнотами.
2004 року Лі Сянь Лун, старший син Лі Куаня Ю, став третім прем’єр-міністром Сінгапуру. Він запропонував кілька змін політики, зокрема зменшення тривалості національного призову з двох з половиною до двох років та легалізацію ігорного бізнесу. Додаткові зусилля були прикладені для підняття світового престижу міста, зокрема відновлення Сінгапурського Гран-прі в 2008 році, та проведення Літніх юнацьких олімпійських ігор в 2010 році.
Загальні вибори 2006 року стали важливою віхою, через помітне використання Інтернету та блогів на освітлення та коментування виборів, які перекривали офіційні медіа. ПНД залишилась при владі, отримавши 82 з 84 парламентських крісла та 66% процентів голосів. 2005 року померли два колишніх президенти Сінгапуру Ві Кім Ві та Деван Наїр.
Загальні вибори 2011 року були ще одним водорозділом, оскільки вперше в Груповому виборчому окрузі  правляча партія ПНД програла опозиційній партії.